# Езене
Езене (фр. Aizenay) насеље је и општина у западној Француској у региону Лоара, у департману Вандеја која припада префектури la Roche-sur-Yon.
По подацима из 2006. године у општини је живело 7147 становника, а густина насељености је износила 87.00 становника/km². Општина се простире на површини од 81,06 km². Налази се на средњој надморској висини од 62 метара (максималној 76 m, а минималној 10 m).

## Демографија
| 1962. | 1968. | 1975. | 1982. | 1990. | 1999. | 2011. |
| ----- | ----- | ----- | ----- | ----- | ----- | ----- |
| 4.077 | 4.348 | 4.802 | 5.149 | 5.344 | 6.095 | 8.284 |

График промене броја становника у току последњих година